# Anne-Marie Bauer
Pour les articles homonymes, voir Bauer.
Anne-Marie Bauer, née le 9 juin 1914 à Paris 5e et morte le 21 septembre 1996 à Paris 14e, est une résistante française.

## Famille, études
Anne-Marie Bauer est née le 9 juin 1914 à Paris, d'un père parisien, scientifique et professeur à Paris et à Strasbourg, et d'une mère lorraine de Toul. Elle semble avoir passé une enfance heureuse au milieu de ses trois frères : Michel (né en 1912), les jumeaux Étienne et Jean-Pierre (nés en 1918). Elle suit des études en langue et littérature anglaises, obtient sa licence avec une recherché sur Emily Brontë et la nature et commence à préparer l'agrégation. Sa grande passion à côté de ses études est la musique : elle joue du violon. La Seconde Guerre mondiale interrompt ses projets.

## La Résistance
Bientôt elle s'engage dans la Résistance, ainsi que toute sa famille. Elle s'occupe d'abord des réfugiés à Clermont-Ferrand, ayant reçu très tôt son permis poids lourds pour pouvoir conduire des ambulances. À partir du printemps 1942, elle rejoint définitivement la Résistance dans le mouvement Libération-Sud, et commence à collaborer aux réseaux de renseignements. Par train et souvent par bicyclette, elle transporte des paquets de journaux et des messages à travers la zone libre. Ensuite, elle travaille avec Paul Schmidt, organisateur de parachutages, et fait désormais partie de la « Délégation de Lyon », dirigée par Jean Moulin, qui lui confie le radio-système « Eurêka » – un système de radioguidage permettant des parachutages pendant la nuit. Elle est alors connue sous le nom de Claudine et de Kim1, et le nom figurant sur sa fausse carte d'identité est Anne-Marie Brigault. Elle sert de codeuse, et aussi de courrier pour des messages annonçant des parachutages. Et ce fut à elle finalement qu'est transmise l'organisation de la fuite de Gérard Brault de la prison de Castres.

## Arrestation et déportation
Anne-Marie Bauer est arrêtée à Lyon le 24 juillet 1943 par les Allemands et amenée à l'école de Santé Militaire, siège de la Gestapo. Là, elle doit se soumettre aux interrogatoires de Klaus Barbie, connu comme le boucher de Lyon. Elle ne trahit personne, ne livra ni nom, ni adresse ou fonction de ses camarades, bien qu'elle subit la torture, dont les conséquences devaient être permanentes : les mains et la colonne vertébrale restent endommagées. Emprisonnée à la prison Montluc à Lyon, elle y est soumise à un simulacre d'exécution.
En décembre 1943, elle est transportée au fort de Romainville à l'est de Paris. Puis, fin janvier 1944, c'est le transport au camp de transit de Compiègne, le camp de Royallieu, et de là au camp de Ravensbrück. Sous le numéro 27 327 elle y est contrainte au travail dans la Strass-Colonne. Après deux mois et demi, elle est transportée dans le Kommando de Holleischen, dépendant du camp de concentration de Flossenbürg Tchécoslovaquie).

## Libération
Le 5 mai 1945, elle est libérée par des partisans polonais, et peut rentrer en France le 24 juin. Ses deux frères Étienne et Jean-Pierre survivent à la guerre, mais son frère aîné Michel meurt en mars 1945 au camp de concentration de Neuengamme, non loin de la ville de Hambourg.

## La vie après la guerre
Anne-Marie Bauer cherche à reprendre sa vie. Mais elle ne peut plus poursuivre sa carrière de professeur en langue et littérature anglaises, car, en raison de ses mains blessées à jamais sous la torture, elle ne peut plus écrire vite dans les concours. Elle donne alors, comme professeur de langue et littérature françaises, des cours pour les étudiants étrangers à la Sorbonne. Elle a des contacts avec beaucoup des personnages importantes de la vie culturelle parisienne comme Bernard Dorival, Édith Thomas ou Dominique Aury avec le groupe autour de Jean Paulhan.
De même reprend-elle une vie littéraire comme auteur. Dans ses livres, elle essaie de rappeler les cauchemars des années de guerre. Avec Geneviève de Gaulle-Anthonioz, qui avait préfacé son livre Les oubliés et les ignorés - Claudine dans la Résistance (1993), il se lève une voix de combattante : « Anne-Marie, nous nous sommes rencontrées pour la première fois au camp de Compiègne en janvier 1944. Mais à travers le temps, c'est la même rencontre qui continue, comme une vie partagée. Parmi tant de femmes courageuses, tu rayonnais de cette force qui te met encore debout aujourd'hui pour témoigner…». Peu après Anne-Marie Bauer a publié sa deuxième collection de poèmes Les tambours de nuit.
Poème

« Cette mer, indéfiniment agrandie,
le frère emporté où il n'est plus de rive,
l'ami séparé par l'instant qui se clive,
moi, sur la falaise où s'arrête la vie.
Deux et deux font un dans les eaux de la mort,
mais «un» est immense et s'étale sans cesse,
marée immobile à force de vitesse.
Le contour de ma vie en est le seul bord.
Le frère et l'ami ne pourront se rejoindre,
l'absence les roule aux quatre coins du temps.
Moi, sur la falaise en surplomb du présent,
je sais qu'il m'est interdit de les atteindre. »

(Cité de : La vigie aveugle, p. 11)

## Ouvrages
- La vigie aveugle (poèmes), Paris, 1957
- La route qui poudroie (récit), Paris, 1959
- Les oubliés et les ignorés - Claudine dans la Résistance (récit), Paris, 1993
- Les tambours de nuit, Paris, 1994

## Décorations
- Officière de la Légion d'honneur (1990) ; chevalière en 1959 ;
- Croix de guerre 1939-1945, palme de bronze (1959) ;
- Médaille de la Résistance française avec rosette (1947).

## Hommages
Depuis le 9 février 2024, la cité Anne-Marie-Bauer située à Paris porte son nom.